# Scytoleptus
Scytoleptus is een geslacht van kreeftachtigen uit de klasse van de Malacostraca (hogere kreeftachtigen).

## Soorten
- Scytoleptus barbatus Sakai, 2011
- Scytoleptus serripes Gerstaecker, 1856